# Tulassay Zsolt
Tulassay Zsolt (Galánta, 1944. május 1. –) Széchenyi-díjas magyar orvos, belgyógyász, gasztroenterológus, egyetemi tanár, a Magyar Tudományos Akadémia rendes tagja.

## Élete
Tulassay Zsolt 1944-ben született Galántán, testvére Tulassay Tivadar orvos, a Semmelweis Egyetem volt rektora. 1962-ben érettségizett a budapesti Piarista Gimnáziumban, majd 1969-ben a Budapesti Orvostudományi Egyetem Általános Orvosi Karán szerzett diplomát, ahol Magyar Imre tanítványa volt. A Semmelweis Egyetem I. Számú Belgyógyászati Klinika adjunktusa lett, majd 1976-től docens volt, 1991-ben pedig kinevezték egyetemi tanárnak. 1980-ban az orvostudomány kandidátusa, 1991-ben pedig az orvostudomány doktora lett. 1993 és 2009 között a Semmelweis Egyetem II. Számú Belgyógyászati Klinika, közben 2001-től 2005-ig az Országos Belgyógyászati Intézet igazgatója volt. 2004-ben a Magyar Tudományos Akadémia levelező, 2010-ben rendes tagjává választották. Jelenleg professor emeritus.
1998 és 2000 között a Magyar Gasztroenterológiai Társaság, 2000-től a Magyar Gasztroenterológiai Szakmai Kollégium elnöke. 2002 és 2010 között a Magyar Belgyógyász Társaság, 2008-tól 2010-ig pedig az European Association of Gastroenterology and Endoscopy elnöke volt.

## Díjai, elismerései
- Batthyány-Strattmann László-díj (2002)
- Magyar Köztársasági Érdemrend tisztikeresztje (2004)
- Széchenyi-díj (2010)
- A Magyar Érdemrend parancsnoki keresztje polgári tagozat (2023)[7]